# Australiska öppna 2014
| Stanislas Wawrinka och Li Na, mästare i herr- respektive damsingel 2014 |  | Stanislas Wawrinka och Li Na, mästare i herr- respektive damsingel 2014 |
| Stanislas Wawrinka och Li Na, mästare i herr- respektive damsingel 2014 |  |                                                                         |

Australiska öppna 2014 (en: 2014 Australian Open) var 2014 års första Grand Slam-turnering i tennis. Herrsingeln vanns av Stanislas Wawrinka. I damsingel vann kinesen Li Na sin första titel. Turneringen spelades i Melbourne i Australien mellan den 13 och 26 januari 2014. Tävlingen var en del av samma års WTA- och ATP-tour.

## Tävlingar

### Herrsingel
- Stanislas Wawrinka besegrade  Rafael Nadal, 6–3, 6–2, 3–6, 6–3

### Damsingel
- Li Na besegrade  Dominika Cibulková, 7–6 (7–3), 6–0

### Herrdubbel
- Łukasz Kubot /  Robert Lindstedt besegrade  Eric Butorac /  Raven Klaasen, 6–3, 6–3

### Damdubbel
- Sara Errani /  Roberta Vinci besegrade  Ekaterina Makarova /  Elena Vesnina, 6–4, 3–6, 7–5

### Mixed dubbel
- Kristina Mladenovic /  Daniel Nestor besegrade  Sania Mirza /  Horia Tecău, 6–3, 6–2